# Nichijou
Nichijou (日常, Nichijō, lit.quotidiano) é uma série de mangá escrita e ilustrada por Arawi Keiichi. A série é lançada na revista Shōnen Ace, da Kadokawa Shoten, desde dezembro de 2006, com dez volumes lançados em tankōbon até agora. Uma adaptação da série para anime feita pela Kyoto Animation foi exibida no Japão em 2011. Um jogo para PlayStation Portable foi lançado em julho do mesmo ano. Depois de um hiato de 6 anos o lançamento do mangá foi retomado em 2021.

## História
Nichijou conta a vida cotidiana de vários alunos do colegial da cidade de Tokisadame (時定市, Tokisadame-shi). Apesar de coisas absurdas como uma garota robô e um gato que fala, todos os personagens levam uma vida normal.

## Personagens

### Colégio Tokisadame

#### Classe 1-Q
Aioi Yūko (相生 祐子)
Voz: Honda Mariko
Uma das personagens principais da série. Geralmente chamada de Yukko (ゆっこ). Bastante curiosa e enérgica, ela é muito amigável, mas também é muito preguiçosa, pois sempre copia a tarefa de casa de suas amigas ou é mandada para fora da sala de aula. Ela também costuma exagerar em seus pensamentos e ações, tornando-os completamente absurdos. Possui o hábito de fazer trocadilhos (muitas vezes fracos) e poemas. Tem o hábito de falar "selamat pagi" que significa "Bom dia" em indonésio. Costuma ficar com feições esquisitas quando algo a abala.
Naganohara Mio (長野原 みお)
Voz: Aizawa Mai
Uma das personagens principais da série. Melhor amiga de Yukko. Uma das primeiras coisas que se nota nela é que seus cabelos azuis estão amarrados dos dois lados com pequenos cubos de madeira. Pode-se dizer que é a mais normal entre suas amigas. Ela é talentosa desenhando mangá, porém seus desenhos masculinos sempre são parecidos com Sasahara Kōjirō, por quem tem uma queda. Ela também tem uma irmã mais velha, que sempre está "brincando" com ela.
Minakami Mai (水上 麻衣)
Voz: Togashi Misuzu
Uma das personagens principais da série. Amiga de Yukko e Mio. Sua aparência mostra que é bastante calma e um pouco "lenta", mas na realidade é bastante inteligente e talentosa. Essa sua atitude sempre irrita Yukko. Ela parece gostar de pescar e de cães. Tem dois cães e parece ter conhecimento sobre encantamentos. Quando engana as pessoas, interpreta muito bem.
Nakanojō Tsuyoshi (中之条 剛)
Voz: Yamamoto Kazutomi
Um garoto bastante normal, exceto seu penteado. Segundo ele, seu cabelo não cresce dos lados, o que o obriga a deixar um moicano.
Tanaka (田中)
Voz: Yamaguchi Kōta
Outro garoto bastante normal, mas com um corte de cabelo estranho: nesse caso, afro head.
An'naka Haruna (安中 榛名)
Voz: Sadohara Kaori
Uma garota normal que tem um grande laço amarrado em seu cabelo.

#### Classe 2-Q
Sasahara Kōjirō (笹原 幸治郎)
Voz: Kawahara Yoshihisa
Kōjirō é um dos mais estranhos do colégio. Ele costuma se passar como rico na escola, mas na verdade ele é de uma família de simples fazendeiros. Ele aparenta ser bastante intelectual e está no comitê do festival cultural. Ele costuma andar com um mordomo e sempre vai à escola montado em uma cabra, pois diz que por ser o filho mais velho da família não deve andar.
Tachibana Misato (立花 みさと)
Voz: Horikawa Chika
Membro do comitê do festival cultural. Com um comportamento tsundere, Misato costuma usar armas de fogo para punir as pessoas, principalmente Kōjirō.

#### Clube de Futebol-Go
Daiku Kenzaburō (大工 健三郎)
Voz: Yoshizagi Ryōta
Presidente do clube. Membro de uma família muito rica, ele quis unir o futebol e o go em um mesmo clube, mas ele não conseguiu, pois todos os dias não se faz nada no clube.
Sekiguchi Yuria (関口 ユリア)
Voz: Hirosaka Ai
Único membro feminino do clube, Yuria é uma garota quieta que, quando no clube, sempre lê um mangá pouco conhecido,chamado "Helvetica Standard".
Sakurai Makoto (桜井 誠)
Voz: Hikami Takahiro
É o irmão mais novo da professora Sakurai Izumi. Quando mais novo, foi MVP em Futebol-Go e por isso decidiu entrar no clube.

#### Professores
Diretor (校長先生, Kōchō-sensei)
Voz: Chō
Diretor da escola. 62 anos. Ele costuma tentar animar os alunos com piadas, mas nunca consegue. Quase ninguém sabe na escola, mas ele usa peruca. Seu maior passatempo é comprar presentes para os netos.
Diretor-Assistente (Ōra Kōkuke) (教頭先生 (邑楽 耕介), Kyōtō-sensei)
Voz: Naka Hiroshi
Diretor-assistente da escola. 59 anos. Era o diretor principal, mas foi rebaixado à assistente. É bastante solitário em casa pois sua esposa está viajando e gosta de passar o tempo com o neto.
Sakurai Izumi (桜井 泉)
Voz: Kosuke Mami
Professora de inglês e responsável pela classe 1-Q. 24 anos. Irmã mais velha de Makoto. Ela é bastante gentil é tímida, sempre tensa quando fala com alguém. Costuma fazer suas provas com perguntas onde o aluno deve colocar em inglês o nome da figura, mas suas habilidades artísticas não são boas.
Takasaki Manabu (高崎 学)
Voz: Inada Tetsu
Professor de japonês. 26 anos. Não possui namorada e parece gostar da Sakurai-sensei. Sempre põe o dever como professor em primeiro lugar. Quando jovem, foi MVP jogando futebol-go.
Akagi-sensei (赤城先生)
Voz: Miyashita Eiji
Professor de matemática. 38 anos. Suas aulas são sempre difíceis e costuma colocar muitos alunos para fora da sala quando não fazem o dever e grita sempre que erram os exercícios.
Tomioka-sensei (富岡先生)
Voz: Nagasako Takashi
Professor de história. 54 anos. Seu hobby são apostas.
Nakamura Kana (中村 かな)
Voz: Mizuhara Kaoru
Professora de ciências. Demonstra bastante interesse em Nano, tanto que tenta capturá-la.

### Laboratório Shinonome
Shinonome Nano (東雲 なの)
Voz: Furuya Shizuka
Uma das personagens principais da série. Está na sala 1-Q. Possui a aparência de uma aluna normal, mas sua verdadeira idade é de 1 ano. No anime, sua entrada na escola ocorre durante o desenvolvimento da história. Ela é um robô feito pela Hakase, com aparência e comportamento idêndicos aos humanos, exceto por um grande parafuso em suas costas que gira as vezes (o que faz ela morrer de vergonha, pois ela não pode sentar em cadeiras, deitar de barriga para cima, e etc, ela vive pedindo à Hakase para retirar o parafuso). Ela também possui muitas outras funções, como uma entrada USB em seu dedo, várias comidas em compartimentos secretos (na testa, no braço...), uma arma não-letal e um relógio digital em seu braço.
Hakase (はかせ)
Voz: Konno Hiromi
Uma das personagens principais da série. A criadora de Nano. 8 anos. Aparentemente seu sobrenome é Shinonome mas seu nome é desconhecido. Ela é bastante esperta para sua idade, mas seu temperamento é muito infantil. Ama tubarões e salgadinhos. Hakase, em japonês, significa professor ou doutor.
Sakamoto-san (坂本さん)
Voz: Shiraishi Minoru
Um gato achado pela Hakase na rua. Ela fez um lenço vermelho especial para que ele falasse. Seu nome foi baseado na caixa na qual ele foi encontrado. Em idade humana, ele teria 20 anos e, por isso, se considera o mais velho da casa, exigindo que colocassem o sufixo -san quando fossem falar com ele. Adora brincar com coisas que gatos costumam brincar, mas tem vergonha disso.

### Outros
Naganohara Yoshino (長野原 よしの)
Voz: Kobayashi Motoko
Uma estudante da faculdade, que é a irmã mais velha de Mio. Costumava praticar kendō na escola. Sempre faz brincadeiras com sua irmã, o que a deixa irritada.
Nakanojō-san (中之条さん)
Voz: Hiramatsu Hirokazu
Pai de Tsuyoshi. Ele vende daifuku e é bastante severo quando falam disso. Assim como seu filho, seu cabelo só cresce em um lugar da cabeça, mas ele esconde isso com seu penteado.

## Mídia

### Mangá
Inicialmente, o mangá era para ter curta duração, mas em dezembro de 2006, a série começou a ser lançada regularmente na revista Shōnen Ace, da Kadokawa Shoten. O primeiro tankōbon foi lançado em julho de 2007 e, em abril de 2011, 6 volumes já haviam sido lançados. O mangá usa uma combinação do formato normal com yonkoma.

### Anime
Uma série de anime baseada na história original produzida pela Kyoto Animation, com direção de Tatsuya Ishihara foi anunciada em 2011. Anteriormente à estreia da série na TV japonesa, em 12 de março de 2011 junto do sexto volume do mangá, foi lançado um OVA, Nichijou Episódio 0. Em 2 de abril, o anime foi exibido pela primeira vez, na TV Aichi.
O anime exibe aleatoriamente partes do mangá, centradas tanto no cotidiano do colégio e seus estudantes quanto no Laboratório Shinonome. O anime também mostra uma pequena história chamada Helvetica Standard, que seria um mangá lido por alguns dos personagens. Também há em cada episódio uma pequena parte chamada Hitokoto Wado Kotoba (ヒトコトワドコトバ, lit. Pensamentos Curtos), onde curtas frases são apresentadas.

#### Músicas

##### Temas de abertura
「ヒャダインのカカカタ☆カタオモイ-C」 (Hyadain no Kakakata☆Kataomoi-C) "A-a-a☆amor não Correspondido do Hyadain-C"
Letra e Música - Maeyamada Ken'ichi / Cantor - Hyadain
「ヒャダインのじょーじょーゆーじょー」 (Hyadain no Jō Jō Yū Jō) "Incrível Amizade do Hyadain"
Letra e Música - Maeyamada Ken'ichi / Cantor - Hyadain

##### Temas de encerramento
| 1, 3-5   | Zzz                            | Zzz                       | Sasaki Sayaka                                                                                   |
| 2, 10-13 | Zzz (Versão Bossa Nova         | Zzz (Bossa Nova Version)  | Sasaki Sayaka                                                                                   |
| 7-9      | Zzz (Versão A cappella)        | Zzz (Acappella Version)   | Sasaki Sayaka                                                                                   |
| 14       | Tsubasa wo Kudasai             | 翼をください              | Sasaki Sayaka                                                                                   |
| 15       | Kikyū ni Notte doko made mo    | 気球にぼってどこまでも    | Shinonome Nano (Furuya Shizuka) Hakase (Konno Hiromi) Sakamoto-san (Shiraishi Minoru)           |
| 16       | My Ballad                      | マイ バラード             | Sasaki Sayaka                                                                                   |
| 17       | Kaijū no Ballad                | 怪獣のバラード            | Yukko (Honda Mariko) Mio (Aizawa Mai) Mai (Togashi Misuzu)                                      |
| 18       | Green, Green                   | グリーングリーン          | Sasaki Sayaka                                                                                   |
| 19       | Yasei no Uma                   | 野生の馬                  | Takasaki-sensei, Sakurai-sensei, Nakamura-sensei, Sakurai Makoto, Sekiguchi Yuria, An'naka, Ogi |
| 20       | Ano Subarashii Ai wo mō Ichido | あの素晴しい愛をもう一度  | Sasaki Sayaka                                                                                   |
| 21       | Sudachi no Uta                 | 巣立ちの歌                | Sasahara, Misato, Nakanojō, Weboshi, Fe-chan                                                    |
| 22       | Aogeba Tōtoshi                 | 仰げば尊し                | Sasaki Sayaka                                                                                   |
| 23       | Sora ga Konna ni Aoi to wa     | 空がこんなに青いとは      | Hakase, Mai                                                                                     |
| 24       | Yūki Hitotsu wo Tomo ni shite  | 勇気一つを友にして        | Sasaki Sayaka                                                                                   |
| 25       | Vamos procurar pelo Amanhã     | Let's search for Tomorrow | Yukko, Mio, Mai                                                                                 |
| 26       | Tabidachi no Hi ni             | 旅立ちの日に              | Yukko, Mio, Mai, Nano, Hakase, Sakamoto-san                                                     |

##### Episódios
A prévia do episódio seguinte é feita por objetos que apareceram no episódio, dublados por diferentes seiyū. Muitas vezes, o seiyū é veterano e o assunto da fala do objeto muitas vezes não corresponde ao episódio seguinte.
Na lista a seguir constam os episódios, com os objetos das prévias e seus respectivos seiyū.
| #   | Título                                                                | Data de exibição (Japão) | Objeto | Narração           |
| --- | --------------------------------------------------------------------- | ------------------------ | --- | ------------------ |
| OVA | Nichijou Episódio 0 日常ぼ0話 (Nichijou no Zero-wa)                   | 12 de março de 2011      | |                    |
| 01  | Nichijou Episódio 1 日常の第一話 (Nichijou no Dai-ichi-wa)            | 2 de abril de 2011       | Hálux da Nano-chan | Katsura Reiko      |
| 02  | Nichijou Episódio 2 日常の第二話 (Nichijou no Dai-ni-wa)              | 9 de abril de 2011       | Amashoku | Ikeda Masako       |
| 03  | Nichijou Episódio 3 日常の第三話 (Nichijou no Dai-san-wa)             | 16 de abril de 2011      | Wara ningyō | Masuoka Hiroshi    |
| 04  | Nichijou Episódio 4 日常の第四話 (Nichijou no Dai-yon-wa)             | 23 de abril de 2011      | Danchi | Ohara Noriko       |
| 05  | Nichijou Episódio 5 日常の第五話 (Nichijou no Dai-go-wa)              | 30 de abril de 2011      | Onomatopeia | Koyama Rikiya      |
| 06  | Nichijou Episódio 6 日常の第六話 (Nichijou no Dai-roku-wa)            | 7 de maio de 2011        | Peso 10 Ienes Wadōkaichin | Tachiki Fumihiko   |
| 07  | Nichijou Episódio 7 日常の第七話 (Nichijou no Dai-nana-wa)            | 14 de maio de 2011       | Cubo de Madeira | Wakamoto Norio     |
| 08  | Nichijou Episódio 8 日常の第八話 (Nichijou no Dai-hachi-wa)           | 21 de maio de 2011       | Gêmeos Idênticos | Seki Tomokazu      |
| 09  | Nichijou Episódio 9 日常の第九話 (Nichijou no Dai-kyū-wa)             | 28 de maio de 2011       | Rei | Hirano Aya         |
| 10  | Nichijou Episódio 10 日常の第十話 (Nichijou no Dai-jū-wa)             | 4 de junho de 2011       | Lagarto-de-gola | Nozawa Masako      |
| 11  | Nichijou Episódio 11 日常の第十一話 (Nichijou no Dai-jū-ichi-wa)      | 11 de junho de 2011      | Lama Bola de Ferro | Shiraishi Fuyumi   |
| 12  | Nichijou Episódio 12 日常の第十二話 (Nichijou no Dai-jū-ni-wa)        | 18 de junho de 2011      | Lima-limão | Kōrogi Satomi      |
| 13  | Nichijou Episódio 13 日常の第十三話 (Nichijou no Dai-jū-san-wa)       | 25 de junho de 2011      | Bankokki | Ogata Megumi       |
| 14  | Nichijou Episódio 14 日常の第十四話 (Nichijou no Dai-jū-yon-wa)       | 2 de julho de 2011       | Bola de futebol | Chiba Shigeru      |
| 15  | Nichijou Episódio 15 日常の第十五話 (Nichijou no Dai-jū-go-wa)        | 9 de julho de 2011       | Óleo | Sakakibara Yoshiko |
| 16  | Nichijou Episódio 16 日常の第十六話 (Nichijou no Dai-jū-roku-wa)      | 16 de julho de 2011      | Parafuso | TARAKO             |
| 17  | Nichijou Episódio 17 日常の第十七話 (Nichijou no Dai-jū-nana-wa)      | 23 de julho de 2011      | 3 de Espadas | Kazuya Nakai       |
| 18  | Nichijou Episódio 18 日常の第十八話 (Nichijou no Dai-jū-hachi-wa)     | 30 de julho de 2011      | Frappuccino mocha grande, com chocolate branco, molho de caramelo, xarope de avelã, chantilly e gotas de chocolate, expresso | Aikawa Rikako      |
| 19  | Nichijou Episódio 19 日常の第十九話 (Nichijou no Dai-jū-kyū-wa)       | 6 de agosto de 2011      | Argila | Mitsuya Yūji       |
| 20  | Nichijou Episódio 20 日常の第二十話 (Nichijou no Dai-ni-jū-wa)        | 13 de agosto de 2011     | Papel do Manuscrito de Mangá                                                                                                 | Koyama Mami        |
| 21  | Nichijou Episódio 21 日常の第二十一話 (Nichijou no Dai-ni-jū-ichi-wa) | 20 de agosto de 2011     | Ai-ai Kasa | Shimamoto Sumi     |
| 22  | Nichijou Episódio 22 日常の第二十二話 (Nichijou no Dai-ni-jū-ni-wa)   | 27 de agosto de 2011     | Melon-pan | Shibata Hidekatsu  |
| 23  | Nichijou Episódio 23 日常の第二十三話 (Nichijou no Dai-ni-jū-san-wa)  | 3 de setembro de 2011    | Foto de Formatura | Horie Yui          |
| 24  | Nichijou Episódio 24 日常の第二十四話 (Nichijou no Dai-ni-jū-yon-wa)  | 10 de setembro de 2011   | Máquina de Venda Automática                                                                                                  | Nagai Ichirō       |
| 25  | Nichijou Episódio 25 日常の第二十五話 (Nichijou no Dai-ni-jū-go-wa)   | 17 de setembro de 2011   | Parafuso da Nano-chan | Yokozawa Keiko     |
| 26  | Nichijou Episódio 26 日常の第二十六話 (Nichijou no Dai-ni-jū-roku-wa) | 24 de setembro de 2011   | |                    |